# Leiderdorp
Leiderdorp (anhörenⓘ) ist eine Gemeinde in der niederländischen Provinz Südholland mit 27.774 Einwohnern (Stand 1. Januar 2025) auf einer Fläche von 12,28 km². Innerhalb der Gemeindegrenzen liegen keine weiteren Siedlungsschwerpunkte.
Leiderdorp ist, lediglich durch die Flüsse Zijl und Oude Rijn unterbrochen, mit der Stadt Leiden zusammengewachsen und unterhält eine Partnerschaft mit der slowakischen Gemeinde Šamorín.

## Geschichte

### Römische Zeit
Die Geschichte von Leiderdorp beginnt in der römischen Zeit. Zu Beginn des dritten Jahrhunderts nach Christus stand bei Roomburg ein Kastell, das wahrscheinlich von Soldaten der 30. römischen Legion bewohnt wurde.

### Erste Besiedlung
Das Gebiet von Leiderdorp war ab dem 8. Jahrhundert bewohnt. 1952 wurden die Reste alter einfacher Deichanlagen gefunden.
Nach schriftlichen Quellen gab es im 10. Jahrhundert drei Distrikte, die zusammen „Holtland“ bildeten, das das Waardeiland, das Gebiet zwischen dem Wasserläufen Mare und de Zijl und den Norden des Oude-Rijn-Gebietes umfasste. Die ersten Gräber wurden im Holtland gefunden. Die Namen der beiden Provinzen, die auf -holland enden, und der gemeinhin gebräuchliche Name „Holland“ für die Niederlande haben ihren Ursprung im Begriff Holtland.

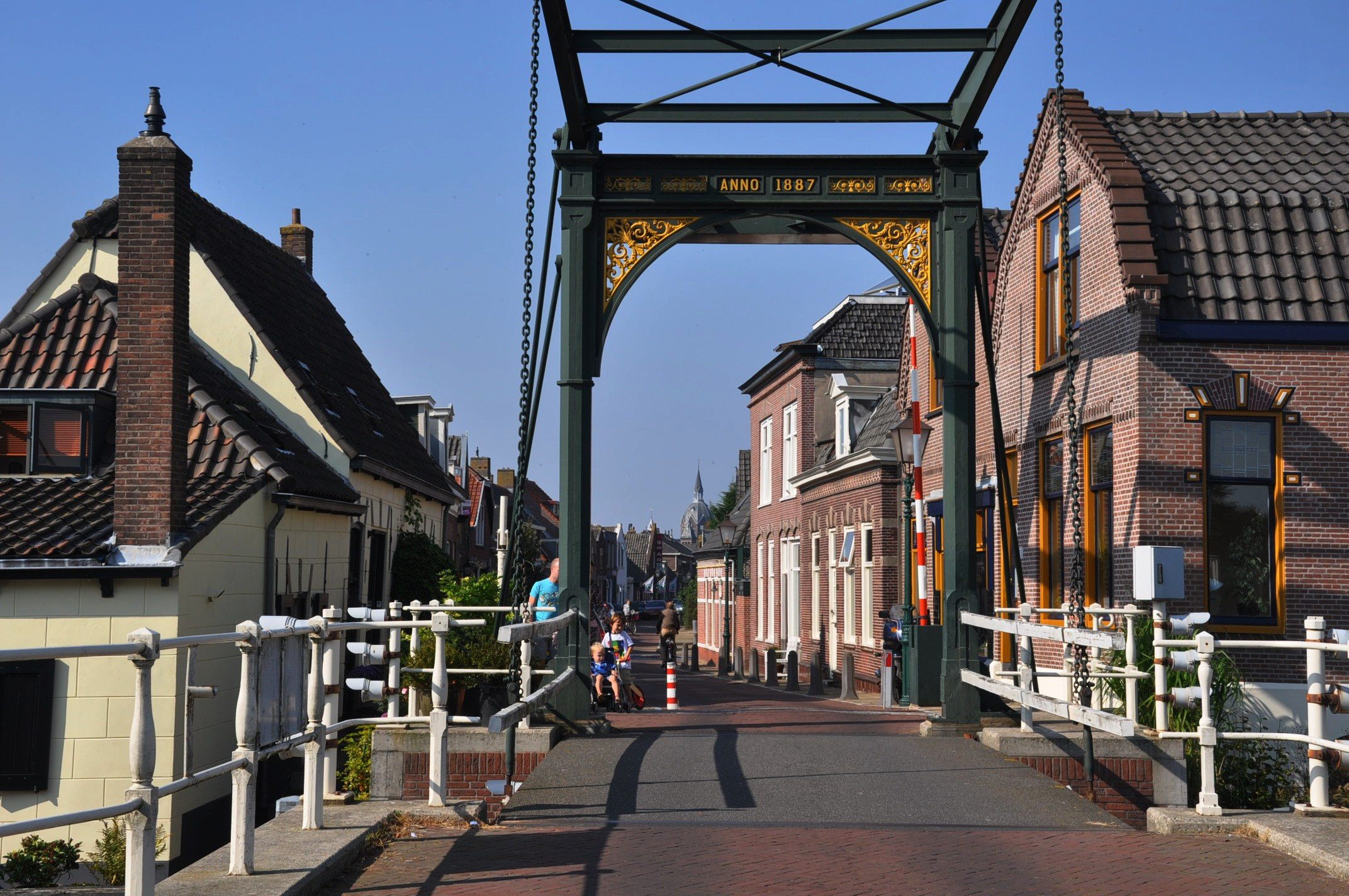
Zugbrücke in der Hauptstraße von Leiderdorp

### Mittelalter
Die drei Distrikte, die zusammen Holtland bildeten, nannte man auch „Leithons“. Von diesem Begriff stammen die Namen der Gemeinden Leiden und Leiderdorp ab. Leiderdorp reichte ursprünglich bis fast zum Zentrum von Leiden, musste aber immer wieder Gebietsteile an die wachsende Stadt abtreten.
Im Verlauf des Mittelalters wurden in Leiderdorp mehrere Kastelle gebaut. Sie hießen Ter Does, Berendrecht, Ter Mey, Stenevelt, Te Waarde und Zijlhof, sind aber alle heute nicht mehr vorhanden. Seit dem 14. Jahrhundert gibt es das Augustinerkloster Engelendael. Es besaß große Landgebiete und spielte im damaligen Leiderdorp eine wichtige Rolle.

### 16. und 17. Jahrhundert
Der spanische Heerführer Valdez errichtete sein Hauptquartier in der alten Kirche von Leiderdorp. Rund um den Dorfkern ließ er Verteidigungsanlagen, von denen heutzutage nichts mehr zu sehen ist, errichten. Als der Prinz von Oranien die Deiche zerstören ließ, zogen sich die Spanier zurück.
Das Kloster Engelendael wurde nach dem Aufstand gegen die Spanier dem Jonkheer Arent van Dorp überlassen, der die Klosteranlage schleifen und dessen Fundamente ausgraben ließ.
In der Zeit der spanischen Besetzung war der Graf de Ligne Ambachtsherr von Leiderdorp. Er konzentrierte sich aber lieber auf seine Besitzungen in den südlichen Niederlanden und zog sich aus Leiderdorp zurück. Daher erhielt die Stadt Leiden 1597 die Rechte eines Ambachtsherrn von Leiderdorp.

### Nach der Französischen Revolution

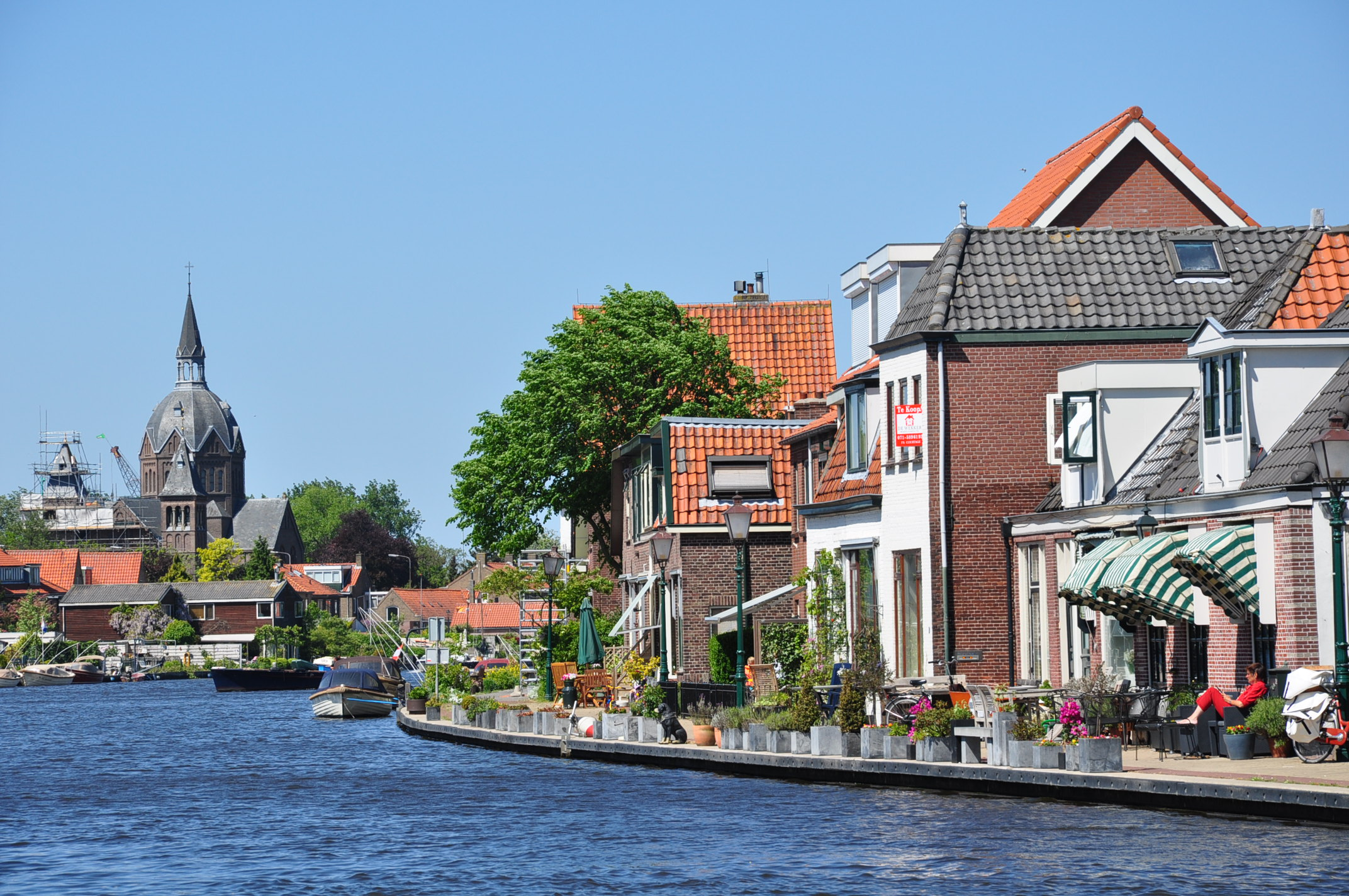
Der Fluss Oude Rijn zwischen Leiderdorp (rechts) und Zoeterwoude-Rijndijk (links)

Nach der Französischen Revolution wurden 1795 in der Batavischen Republik, zu der Leiderdorp damals gehörte, Munizipalitäten errichtet. Dies sind die Vorläufer der modernen Gemeinden. Auch Leiderdorp wurde eine selbständige Gemeinde. An der sehr agrarisch ausgerichteten Prägung der Gemeinde änderte sich nichts. Allerdings bauten viele reiche Leidener Gebäude am Rijnufer (Rheinufer).
Im 19. Jahrhundert begann die Industrialisierung Leiderdorps. 1884 trennten sich die Gereformeerden von den Hervormden (reformierte Kirchen), was in Leiderdorp fast zu einem Bürgerkrieg geführt hätte.
Acht Wochen lang lagerte das Heer im Dorf.

### 20. Jahrhundert
1914 bis 1915 wurde das sogenannte oude Dorp (altes Dorf) gebaut. Nach dem Ersten Weltkrieg wuchs das Dorf noch weiter an. In der Mitte der 1950er Jahre wurde die Autobahn A4 errichtet. Die Leiderdorp-Brücke war 1964 fertig. Die Schnellstraße schnitt Leiderdorp eine lange Zeit in zwei Teile. Das Gebiet zwischen der A4, dem Doeskwartier und dem Patrimoniumpark lag noch brach. Mit dem Bau des Oranjewijks wurden das Doeskwartier und der Patrimoniumpark mit dem alten Dorf verbunden. In den sechziger Jahren wurde das alte Dorf auch mit dem Wijk Ouderzorg baulich verbunden.

## Politik

### Sitzverteilung im Gemeinderat
Seit 1982 setzt sich der Gemeinderat wie folgt zusammen:
| Partei                     | Sitze | Sitze | Sitze | Sitze | Sitze | Sitze | Sitze | Sitze | Sitze | Sitze | Sitze |
| Partei                     | 1982  | 1986  | 1990  | 1994  | 1998  | 2002  | 2006  | 2010  | 2014  | 2018  | 2022  |
| -------------------------- | ----- | ----- | ----- | ----- | ----- | ----- | ----- | ----- | ----- | ----- | ----- |
| Lokale Partij Leiderdorp a | –     | –     | –     | 3     | 1     | 3     | 3     | 3     | 2     | 4     | 6     |
| PvdA                       | 3     | 5     | 3     | 2     | 3     | 4     | 4     | 2     | 2     | 3     | 5     |
| GroenLinks                 | –     | –     | 2     | 2     | 3     | 3     | 3     | 3     | 3     | 3     | 5     |
| VVD                        | 7     | 6     | 5     | 5     | 5     | 5     | 6     | 7     | 5     | 4     | 4     |
| D66                        | 2     | 2     | 4     | 3     | 2     | 1     | –     | 3     | 5     | 3     | 3     |
| CDA                        | 6     | 5     | 5     | 4     | 4     | 5     | 4     | 3     | 4     | 3     | 2     |
| ChristenUnie               | –     | –     | –     | –     | –     | 0     | –     | 0     | –     | 1     | 1     |
| SGP                        | 0     | 0     | 0     | 0     | 0     | 0     |       | –     | –     | 1     | 1     |
| RPF                        | 0     | –     | –     | –     | –     | –     | –     | –     | –     | –     | –     |
| SP                         | –     | –     | –     | –     | –     | –     | 1     | –     | –     | –     | –     |
| Algemeen Ouderen Verbond   | –     | –     | –     | –     | 1     | –     | –     | –     | –     | –     | –     |
| Unie 55+                   | –     | –     | –     | –     | 1     | –     | –     | –     | –     | –     | –     |
| PPR                        | 1     | 1     | –     | –     | –     | –     | –     | –     | –     | –     | –     |
| PSP                        | 0     | 1     | –     | –     | –     | –     | –     | –     | –     | –     | –     |
| Gesamt                     | 19    | 19    | 19    | 19    | 19    | 21    | 21    | 21    | 21    | 21    | 21    |

Anmerkungen

### Bürgermeister
Seit dem 14. November 2023 ist Tjarda Struik (VVD) amtierende Bürgermeisterin der Gemeinde. Zu ihrem Kollegium zählen die Beigeordneten Angelique Beekhuizen (De Lokale Partij Leiderdorp), Willem Joosten (VVD), Jeff Gardeniers (CDA) sowie der Gemeindesekretär Herman Romeijn.

## Söhne und Töchter der Stadt
- Alexander von Siebold (1846–1911), deutscher Übersetzer und Dolmetscher in Japan
- Leen Verbeek (* 1954), Politiker
- Carice van Houten (* 1976), Theater- und Filmschauspielerin
- Femke Dekker (* 1979), Ruderin, Weltmeisterin und Olympiazweite
- Jorrit Faassen (* 1980), Unternehmer
- Noeki Klein (* 1983), Wasserballspielerin
- Thomas Azier (* 1987), Sänger und Musiker
- Nicole Beukers (* 1990), Ruderin
- Ilse Paulis (* 1993), Ruderin
- Max van Splunteren (* 1996), Autorennfahrer
- Thijmen Goppel (* 1997), Fußballspieler
- Steijn van Heijningen (* 1997), Hockeyspieler
- Noussair Mazraoui (* 1997), Fußballspieler
- Bente Paulis (* 1997), Ruderin
- Jorrit Croon (* 1998), Hockeyspieler
- Amber van der Hulst (* 1999), Radsportlerin
- Gert-Jan van Doorn (* 1999), Ruderer
- Jeroen Kampschreur (* 1999), paralympischer Skirennläufer
- Matthijs de Ligt (* 1999), Fußballspieler